# Maciej Ustynowicz

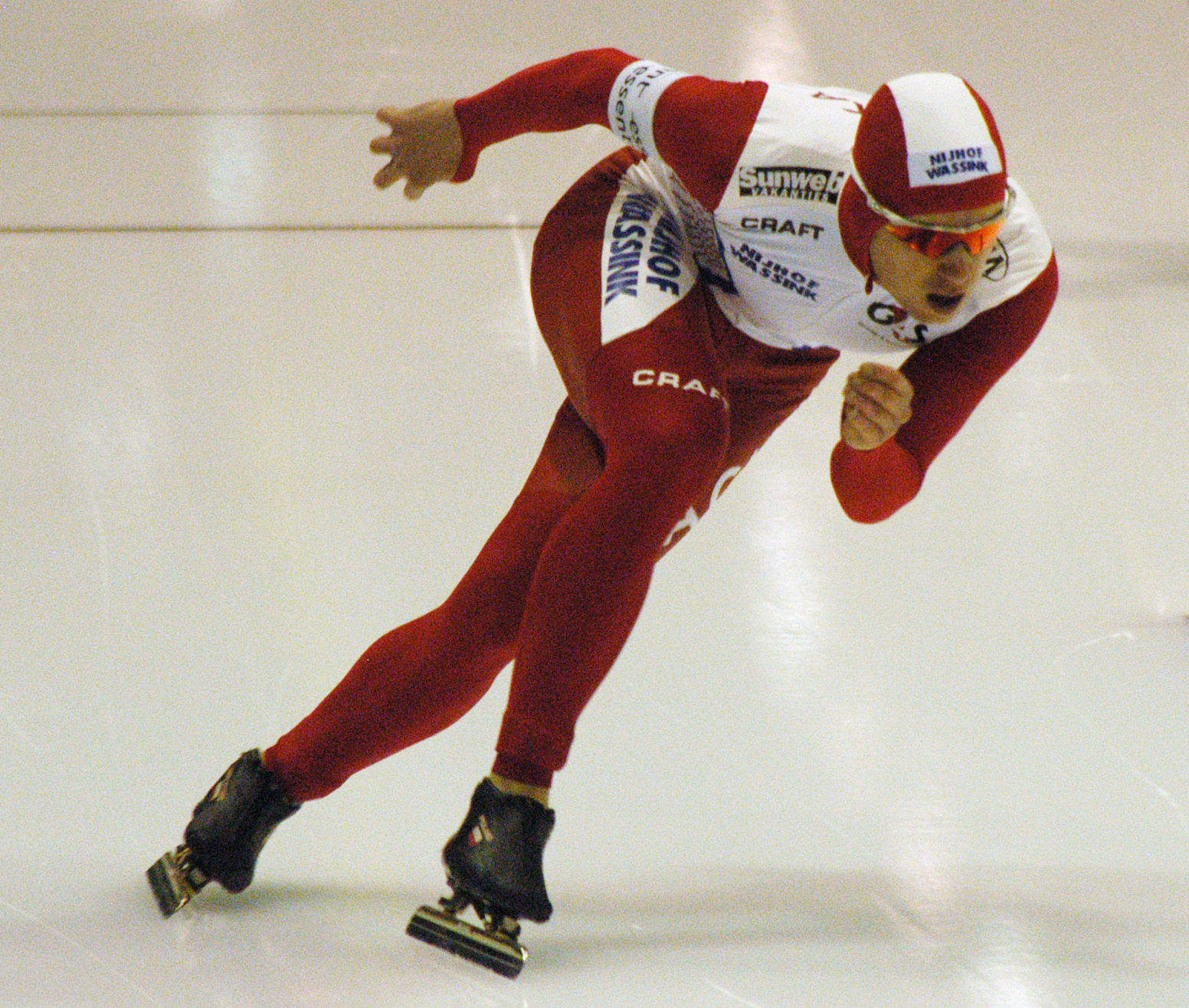
Ustynowicz (2008)

Maciej Ustynowicz (Warschau, 23 februari 1983) is een Pools voormalig schaatser. Hij was een pure sprinter en gespecialiseerd in vooral de 500 meter, en in mindere mate de 1000 meter.
Ustynowicz deed vijf keer mee aan de WK sprint, drie keer aan de WK afstanden en twee keer aan de Olympische Spelen. Zijn beste prestatie was een 11e plek op de wereldkampioenschappen schaatsen sprint 2011. Op de wereldkampioenschappen schaatsen afstanden 2007 maakte hij geheel tegen zijn specialiteit in deel uit van de Poolse achtervolgingsploeg die alleen de gevallen Amerikaanse ploeg achter zich hield en zevende werd.

## Persoonlijk records
| Afstand      | Tijd     | Datum            | Baan           |
| ------------ | -------- | ---------------- | -------------- |
| 500 meter    | 34,81    | 12 december 2009 | Salt Lake City |
| 1000 meter   | 1.08,42  | 24 december 2009 | Salt Lake City |
| 1500 meter   | 1.54,21  | 28 oktober 2006  | Berlijn        |
| 3000 meter   | 4.24,79  | 2 maart 2002     | Collalbo       |
| 5000 meter   | 7.46,73  | 17 maart 2007    | Warschau       |
| 10.000 meter | 17.12,64 | 18 maart 2007    | Warschau       |

## Resultaten
| Jaar | WK Sprint | WK Afstanden                        | Olympische Spelen  | WK Junioren |
| ---- | --------- | ----------------------------------- | ------------------ | ----------- |
| 2001 |           |                                     |                    | NC40        |
| 2002 |           |                                     |                    | NC32        |
| 2003 |           |                                     |                    |             |
| 2004 | 29e       |                                     |                    |             |
| 2005 |           |                                     |                    |             |
| 2006 | 40e       |                                     | 36e 500m DQ 1000m  |             |
| 2007 | 21e       | 15e 500m 22e 1000m 7e achtervolging |                    |             |
| 2008 |           | 12e 500m 18e 1000m                  |                    |             |
| 2009 | DQ2       | 21e 500m                            |                    |             |
| 2010 | 11e       |                                     | 22e 500m 32e 1000m |             |

DQ = gediskwalificeerd
NC# = niet gekwalificeerd voor de laatste afstand, maar wel als # geklasseerd in de eindrangschikking